# Dryobotodes incolorata
Dryobotodes incolorata là một loài bướm đêm trong họ Noctuidae.